# Amt Hausberge (Kreis Minden)
Das Amt Hausberge war ein Amt im Kreis Minden in Nordrhein-Westfalen, Deutschland mit Sitz in der Stadt Hausberge an der Porta.

## Geschichte

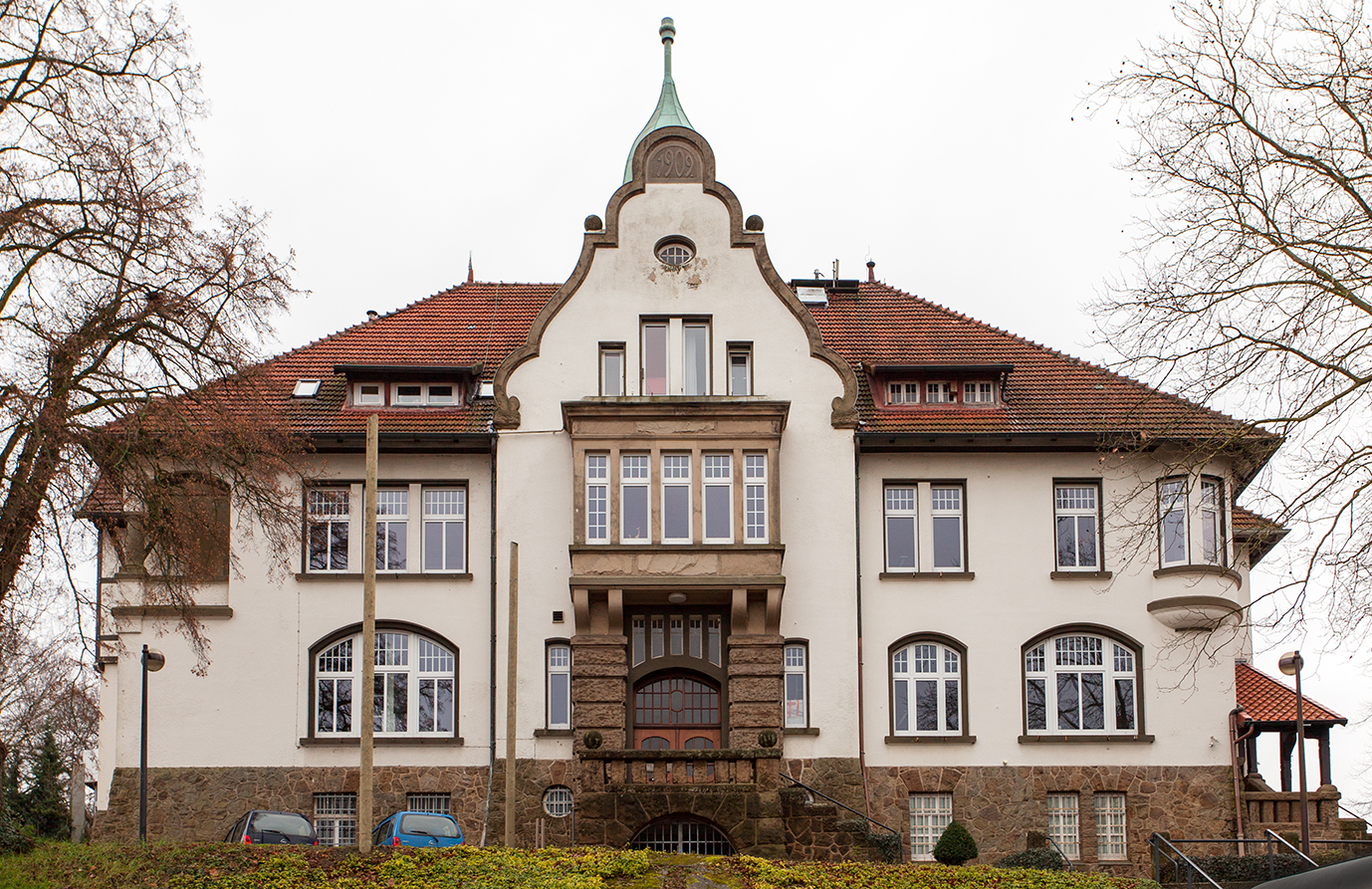
Das ehemalige Amtshaus in Hausberge

Die Orte des Amtes Hausberge gehörten bis 1807 zum historischen Amt Hausberge des Fürstentums Minden. Nachdem dieses 1807 an den napoleonischen Satellitenstaat Königreich Westphalen gefallen war, wurde im Distrikt Minden des Königreichs der Kanton Hausberge gebildet. Dieser Kanton hatte im Wesentlichen den gleichen Umfang wie das spätere Amt Hausberge, umfasste aber zusätzlich noch die schaumburgischen Dörfer Schermbeck und Todenmann. Nach der napoleonischen Niederlage wurde aus dem Kanton Hausberge 1816 der Verwaltungsbezirk Hausberge im preußischen Kreis Minden, wobei Schermbeck und Todenmann wieder zurück an die Grafschaft Schaumburg fielen. 
Bei der Einführung der westfälischen Landgemeinde-Ordnung von 1841 wurde 1843 im Kreis Minden aus dem Verwaltungsbezirk Hausberge das Amt Hausberge  gebildet. In den 1850er Jahren wurde die zunächst eigenständige Landgemeinde Lohfeld nach Eisbergen eingemeindet. Zum 14. Oktober 1886 wurde Lohfeld wieder als eigene Gemeinde von Eisbergen abgetrennt. 1909 wurde in Hausberge ein neues Amtshaus errichtet, das seit 1973 als Rathaus der Stadt Porta Westfalica dient.
Hausberge und Holzhausen erhielten im 20. Jahrhundert den Namenszusatz an der Weser. Das Amt umfasste somit insgesamt 16 Gemeinden:
1. Costedt
2. Eisbergen
3. Hausberge an der Porta, Stadt und Amtssitz
4. Holtrup
5. Holzhausen an der Porta
6. Kleinenbremen
7. Lerbeck
8. Lohfeld
9. Meißen
10. Möllbergen
11. Nammen
12. Neesen
13. Uffeln
14. Veltheim
15. Vennebeck
16. Wülpke

Durch das Bielefeld-Gesetz wurde das Amt Hausberge zum 31. Dezember 1972 aufgelöst. Die Gemeinde Meißen wurde in die Stadt Minden und die Gemeinde Uffeln in die Stadt Vlotho im Kreis Herford eingemeindet. Alle übrigen Gemeinden wurden Teil der neuen Stadt Porta Westfalica, die Rechtsnachfolgerin des Amtes wurde. Die Städte Minden und Porta Westfalica wurden Teil des neuen Kreises Minden-Lübbecke.

## Einwohnerentwicklung
| Jahr | Einwohner | Quelle |
| ---- | --------- | ------ |
| 1818 | 08.231    | [ 6 ]  |
| 1843 | 08.809    | [ 6 ]  |
| 1864 | 11.800    | [ 2 ]  |
| 1871 | 12.223    | [ 6 ]  |
| 1885 | 14.802    | [ 7 ]  |
| 1910 | 21.213    | [ 8 ]  |
| 1925 | 22.522    | [ 9 ]  |
| 1939 | 24.966    | [ 9 ]  |
| 1950 | 35.268    | [ 10 ] |
| 1961 | 34.773    | [ 10 ] |
| 1970 | 36.643    | [ 10 ] |